# Heggaru, Koppa
Heggaru là một làng thuộc tehsil Koppa, huyện Chikmagalur, bang Karnataka, Ấn Độ.